# Клан Макдак
Клан Макдак (англ.Clan McDuck) — вымышленный шотландский клан уток, из которого персонаж Скрудж Макдак родом. Во вселенной Дональда Дака клан связан с американской семьей Дак через брак Гортензии Макдак и Крякмора Дака, родителей Дональда и Деллы Дак, что дает им обоим частичное шотландское происхождение.
Клан Макдак был создан Карлом Барксом, который также создал Скруджа Макдака. История Баркса 1948 года «The Old Castle’s Secret», в которой Скрудж и его племянники ищут спрятанные сокровища в замке Макдак, представил предысторию клана. Другие авторы опирались на работы Баркса, в первую очередь Дон Роса в своем 12-серийной комиксе «Жизнь и времена Скруджа Макдака» (1992-94), в котором представлены ближайшие родственники Скруджа.

## Разработка
В начале 1950-х годов Карл Баркс уже второе десятилетие создавал комиксы с участием Дональда Дака и его различных родственников. Он лично создал несколько родственников Дональду, в том числе кузена Глэдстоуна Гусака и дядю Скруджа Макдака, хотя как конкретно они друг с другом связаны родственными узами все ещё оставалось неопределенным. Чтобы лучше определить эти отношения, Баркс создал версию генеалогического древа Макдаков /Даков/Кутов для собственного использования, попутно создав несколько дополнительных персонажей.
Хоть Баркс и вышел на пенсию, его истории оставались популярными и принесли ему неожиданную славу. Баркс дал несколько интервью, в ходе которых отвечал на вопросы о своих историях и созданных им персонажах. В 1981 году Баркс описал свою личную версию генеалогического древа Дональда, которая была использована художником-любителем Марком Уорденом при рисовании генеалогического древа и включала портреты упомянутых персонажей. Древо Уордена было впервые опубликовано в нескольких фэнзинах, а затем в Библиотеке Карла Баркса — десятитомном черно-белом сборнике рассказов Баркса в твердом переплете.
В 1987 году, Дон Роса, давний поклонник Карла Баркса и личный друг Марка Уордена, начал создавать свои собственные истории с участием Скруджа Макдака. Его рассказы содержали многочисленные ссылки на более старые рассказы Баркса, а также несколько оригинальных идей. Через несколько лет у него появилась свои собственные фанаты. В начале 1990-х годов издательство Egmont Group, в котором работал Роса, предложило ему масштабное задание: он должен был создать окончательную версию биографии Скруджа и сопровождающее её генеалогическое древо. Проект был призван положить конец десятилетиям противоречий между историями, которые приводили читателей в замешательство. Проект стал «Жизнью и временами Скруджа Макдака». Прилагаемое к нему генеалогическое древо было впервые опубликовано в Норвегии 3 июля 1993 года.
В процессе работы над биографией Скруджа Роса подробно изучила старые истории Баркса. Роса записал как можно больше зацепок о прошлом Скруджа, данных Барксом, которые Роса окрестил «Барксианскими фактами», и использовал их для написания новых историй. Несмотря на амбициозный характер проекта, сам Роса подчеркнул во введении к книге «…эта версия жизни Скруджа не является „официальной“ версией — нет никаких особых причин, по которым я (или кто-либо другой) должен ожидать, что другие утиные авторы будут придерживаться моего видения истории Скруджа. Как бы тщательно и достоверно я ни старался её создать, она никогда не должна была быть чем-то иным, кроме моего личного рассказа о жизни Скруджа Макдака».

### Современное семейное древо, созданное Карлом Барксом
Генеалогическое древо, основанное на зарисовке 1950-х годов, сделанном Барксом для личного использования, который позже был проиллюстрирован художником Марком Уорденом в 1981 году, содержит в себе частьс семьей Макдак. По словам Баркса, Матильда Макдак замужем за Густейлом(буквально—Гусохвост) Гусаком, и пара усыновила двоюродного брата Дональда Глэдстоуна. Персонаж Старый «Скотти» Макдак не появлялся ни в каких историях, но в итоге стал Фергусом Макдаком у Дона Росы.

## Родовое поместье Клана Макдак
Резиденцией клана Макдак является Замок Макдак, который расположен в Туманных Холмах, где-то в Раннох-Муре, в Шотландии. Ближайшая деревня — вымышленный Макдуич. Замок обычно выглядит в хорошем состоянии, учитывая его большой возраст. Однако в истории Баркса «Hound of the Whiskervilles» (1960) замок находится в руинах.
Комиксы не устанавливают, когда был построен Замок Макдак, но впервые он упоминается (по вымышленной временной шкале) в 946 году, когда саксы осадили его. На протяжении многих веков замок служил домом главе клана. В 1675 году Макдаки были изгнаны из замка из-за грабежей «чудовищного дьявольского пса» в Туманных Холмах, позже выяснилось, что это был заговор конкурирующего клана Вискервиллей. В это время многие Макдаки переехали в деревню Макдуич и в Глазго. Даже после их отъезда клан по-прежнему владел замком и продолжал платить налоги, объединяя свои доходы. К 1885 году только Фергус и Джейк Макдак платили налоги, но их совокупного дохода не хватало, в результате чего Корона выставила замок на аукцион. Затем Скрудж покупает поместье, позволяя своей семье вновь занять замок. Скрудж также нанимает Скотти Мактерриера в качестве смотрителя. Через некоторое время после смерти Скотти сестра Скруджа Матильда становится смотрительницей.
В «Утиных историях» Замок Макдак был построен прапрадедом Скруджа Сайласом, который включил замок в существующий каменный круг друидов, чтобы сэкономить на строительстве. Друиды, стремясь отомстить Макдакам за то, что они отняли у них священное место встречи, распугали клан, используя обученных фосфоресцирующих гончих. Годы спустя Скрудж возвращается с Билли, Вилли, Дилли и Поночкой и раскрывает тайну. Скрудж дружит с друидами и сотрудничает с ними, чтобы превратить Замок Макдак в туристическую достопримечательность. Скрудж планирует отдать часть прибыли друидам в качестве компенсации за осквернение их каменного круга. История частично основана на комиксе Баркса «Hound of the Whiskervilles», который, в свою очередь, был частично основан на «Собаке Баскервилей». В перезапуске «Утиных историй» замок является родовым поместьем клана Макдак, как и в комиксах, и защищен духами похороненных там предков. Скрудж использовал часть своего состояния, чтобы купить и восстановить замок в качестве дома для своих родителей, но из-за того, что он использовал камни друидов, его родители были прокляты бессмертием и привязаны к замку, который появляется только раз в пять лет.

## Тартан Клана Макдак
Вымышленный тартан Клана Макдак впервые появляется в 1960 году в Hound of the Whiskervilles. Однако расцветка тартана была решением не Баркса, а колористов, работающих в Dell Comics, которые впервые опубликовали эту историю; последующие публикации показали, что тартан имеет отличающиеся цвета. Когда Дон Роса решил включить тартан в свои истории, он использовал оригинальную расцветку зеленого и оранжевого цветов. Тем не менее, некоторые европейские публикации все еще показывают вариации в цветовой гамме Росы. Старые члены клана, которых можно увидеть в "Утиных историях", носят зеленую и оранжевую шотландку, но несколько иного дизайна, чем в комиксах.

## Древние Макдаки

### Шах Скрудж и принц Дондук
Шах Скрудж был последним королём Сагбада и самым ранним известным предком Скруджа. Молодой король Хан Хан (2050 г. до н.э. -1967 г. до н.э.) разграбил город Сагбад в 2033 г. до н.э., но Скруджу Шаху и принцу Дондуку, его прямому наследнику, удалось бежать. Хан Хан потерял их следы, но гораздо позже обнаружил их далеких потомков. Шах фигурирует в истории Карла Баркса и Тони Стробля  1967 года «King Scrooge the First».

## Другие родственники

### Семейство Дак
Семейство Дак — американские родственники Скруджа, и семья включает в себя его племянника Дональда, племянницу Деллу и внучатых племянников Билли, Вилли и Дилли. Они связаны через брак Гортензии с Крякмором Даком, отцом Дональда.

### Тётя Айдер
Тетя Айдер — тетя как и Скруджа Макдака, так и Джона Д. Рокердака.

### Людвиг Фон Дрейк
Людвиг Фон Дрейк — дядя Дональда Дака. Их конкретные родственные связи очень плохо освещены. Дон Роса предположил, что он женат на Матильде Макдак, а Дисней тем временем показывал его как холостяка. Уолт Дисней также утверждал, что Людвиг—брат отца Дональда.